# Austropentura
Austropentura är ett släkte av bäcksländor. Austropentura ingår i familjen Austroperlidae.
Kladogram enligt Catalogue of Life:
| Austropentura | \| \| Austropentura hynesorum \| \| \| \| \| \| Austropentura victoria \| \| \| \| |
|               | \| \| Austropentura hynesorum \| \| \| \| \| \| Austropentura victoria \| \| \| \| |
|               | Acruroperla                                                                        |
|               |                                                                                    |
|               | Andesobius                                                                         |
|               |                                                                                    |
|               | Austroheptura                                                                      |
|               |                                                                                    |
|               | Austroperla                                                                        |
|               |                                                                                    |
|               | Crypturoperla                                                                      |
|               |                                                                                    |
|               | Klapopteryx                                                                        |
|               |                                                                                    |
|               | Penturoperla                                                                       |
|               |                                                                                    |
|               | Pseudoheptura                                                                      |
|               |                                                                                    |
|               | Tasmanoperla                                                                       |
|               |                                                                                    |
|               | Austropentura hynesorum                                                            |
|               |                                                                                    |
|               | Austropentura victoria                                                             |
|               |                                                                                    |

|  | Austropentura hynesorum |
|  |                         |
|  | Austropentura victoria  |
|  |                         |